# Panurgica rehni
Panurgica rehni är en bönsyrseart som beskrevs av Scott LaGreca 1954. Panurgica rehni ingår i släktet Panurgica och familjen Hymenopodidae. Inga underarter finns listade i Catalogue of Life.